# Solar Decathlon
 (août 2022).
Si vous disposez d'ouvrages ou d'articles de référence ou si vous connaissez des sites web de qualité traitant du thème abordé ici, merci de compléter l'article en donnant les références utiles à sa vérifiabilité et en les liant à la section « Notes et références ».
 (juillet 2019).

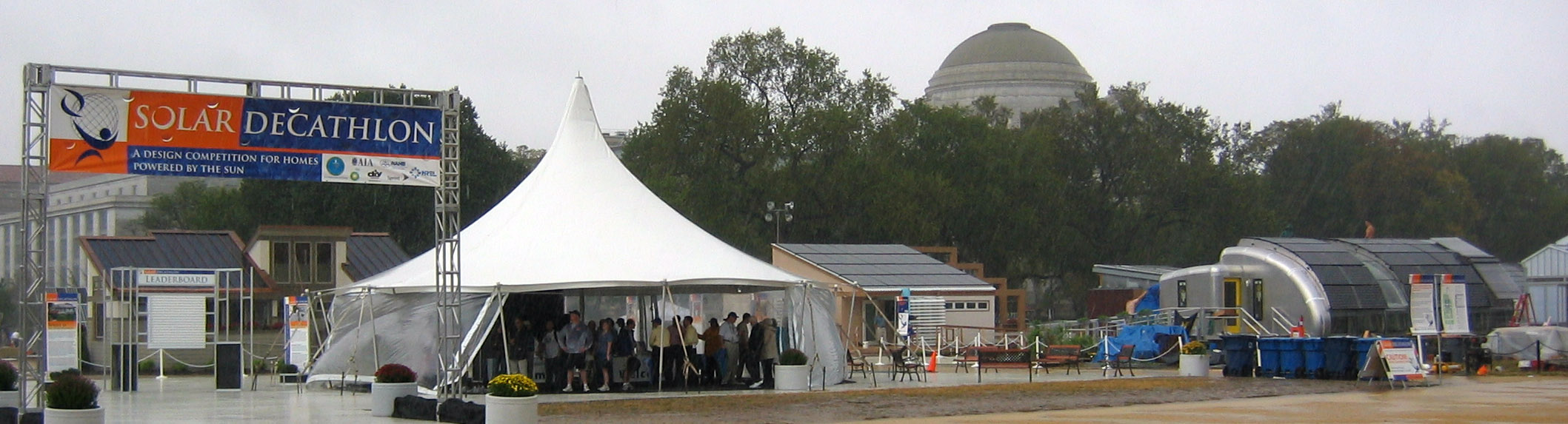
Entrée du village des maisons solaires de Washington (2005).

Le Solar Decathlon, créé à l'initiative du département de l'Énergie des États-Unis, est une compétition biennale internationale d'architecture, de design, d'urbanisme et d'ingénierie ouverte à des équipes universitaires pluridisciplinaires. Elle récompense la meilleure réalisation de maison solaire évaluée au cours d'une dizaine d'épreuves.
Durant la compétition, les maisons sont exposées gratuitement au grand public et les équipes concurrentes sont aussi évaluées sur leur capacité à diffuser la culture scientifique, technique et industrielle qu'elles ont produite dans le cadre de leurs projets. La première édition du Solar Decathlon a eu lieu en 2002 aux États-Unis, à Washington. Depuis lors, les éditions américaines de cet événement ont lieu les années impaires. Jusqu'en 2009, l'évènement s'est tenu sur le National Mall de Washington. En 2011, il se tient en Californie, à Los Angeles.
Depuis 2010, une édition européenne du concours a lieu les années paires. Les deux premières éditions européennes ont eu lieu à Madrid en Espagne en 2010 et en 2012. L'édition 2014 est accueillie en France, à Versailles, à proximité du château. Une édition asiatique était programmée en 2011 à Datong, en Chine.

## Présentation

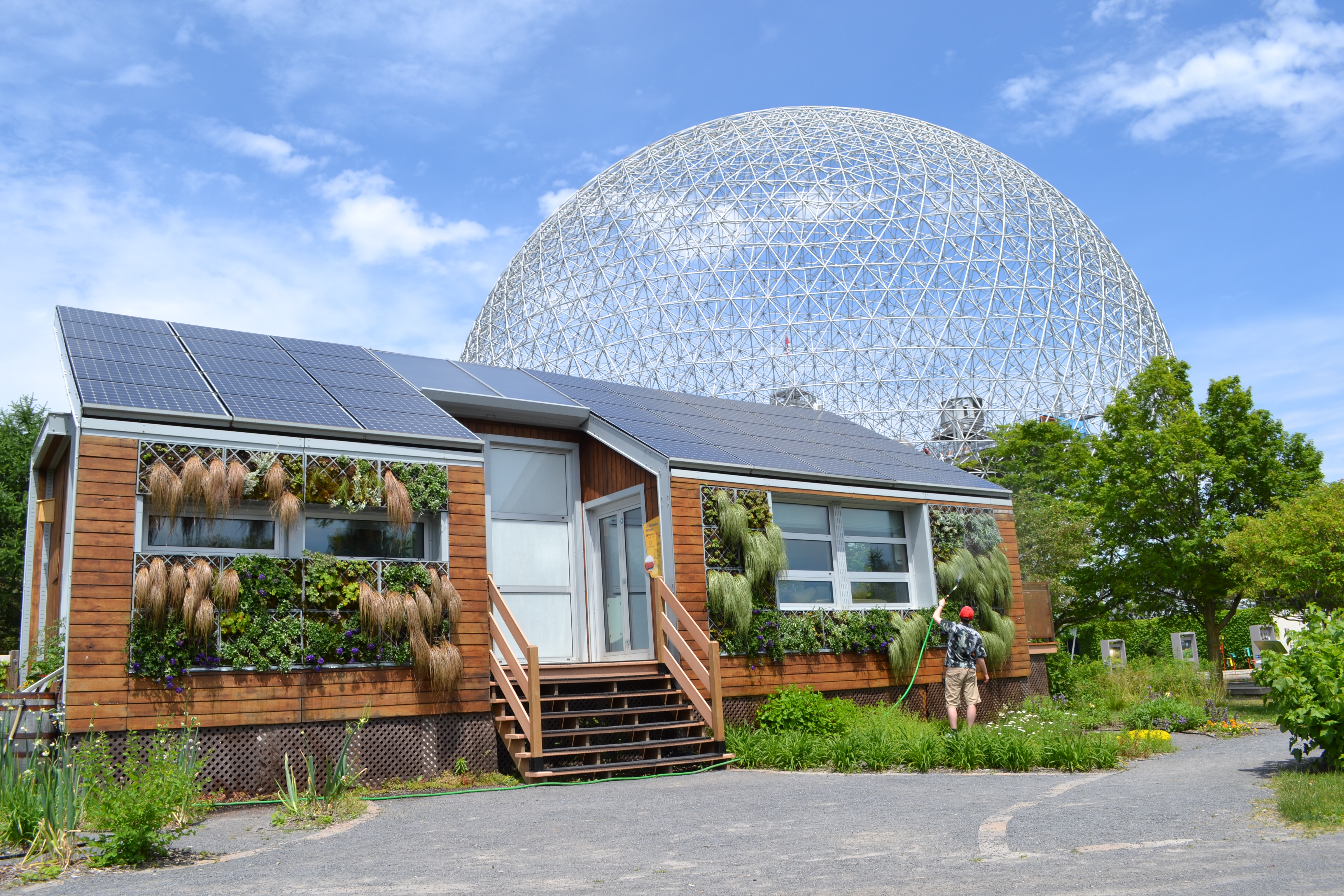
Équipe Montréal : École de technologie supérieure, Université de Montréal, et Université McGill

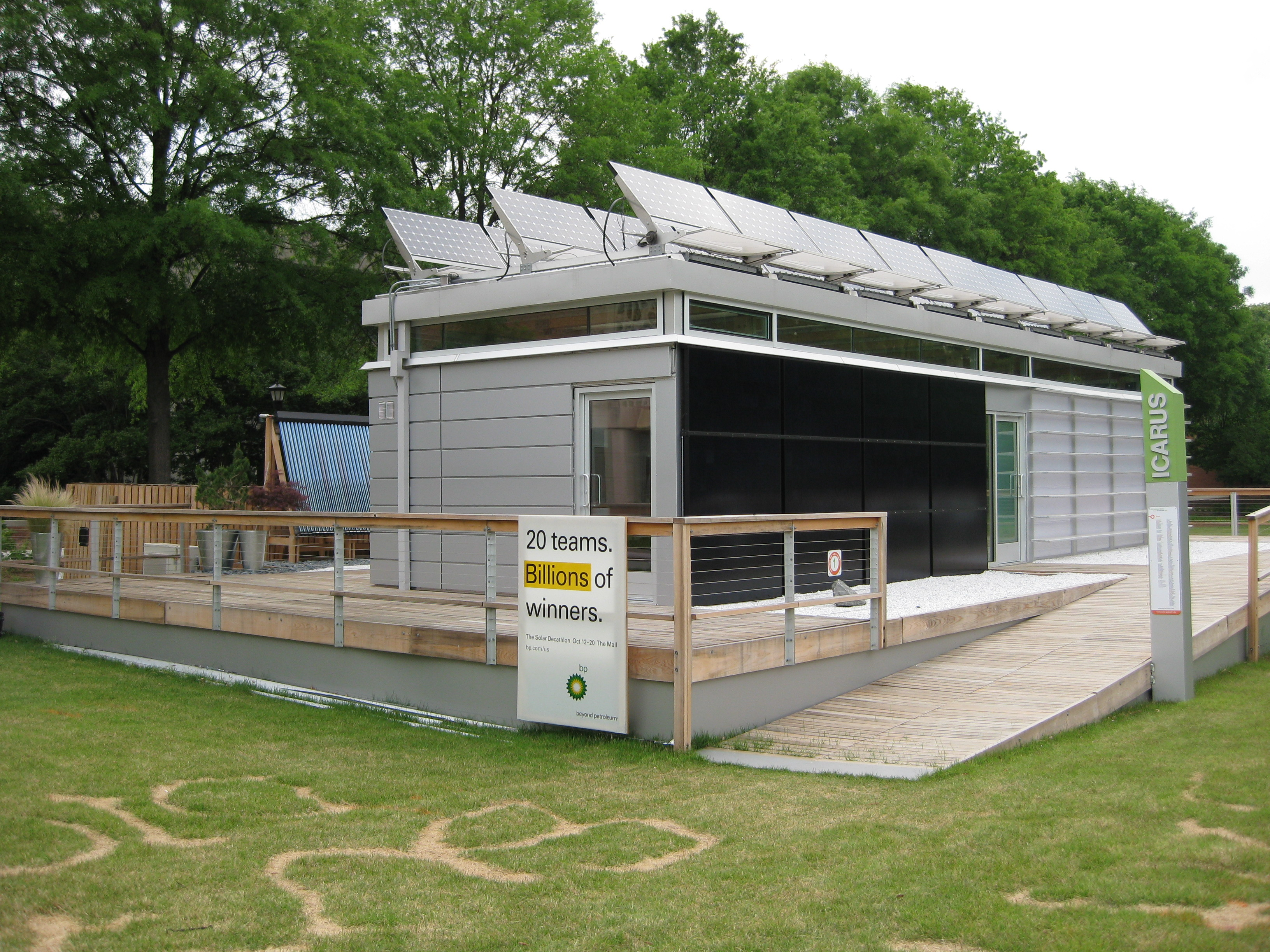
Projet de l'université de Géorgie pour le Solar Decathlon 2007 (ici sur le campus de l'université)

Le Solar Decathlon a été créé par Richard King dans le but de développer l'émulation, l'innovation, la transmission des savoirs et de la recherche dans le domaine des énergies renouvelables et notamment de l'habitat passif, bioclimatique et de l'énergie solaire. 
Le défi proposé à des universités du monde entier est de concevoir et réaliser - dans un cadre académique, et sur une période de deux années - une maison de 75 m2 utilisant le soleil comme unique source d’énergie (outre la chaleur dégagée par les habitants et les appareils électriques). 
Chaque prototype est soumis à une série de dix épreuves qui permettent d’évaluer l'architecture, l'ingénierie, l'efficacité énergétique, la balance électrique, le maintien des conditions de confort, le fonctionnement des équipements électroménagers, la faisabilité économique et la capacité du projet à se développer de manière industrielle, la capacité à communiquer ses idées et la qualité des échanges que chaque équipe entretient avec le public accueilli pendant des visites organisées, la soutenabilité et l'innovation. Le projet lauréat est celui qui, comme dans un décathlon olympique, cumule le maximum de points sur un total de mille… Ces épreuves sont évaluées soit par des jurys composés d'experts internationaux de renom[réf. nécessaire] à qui chaque équipe présente son prototype et son étude sur la base du dossier élaboré au cours des deux années du projet, soit par des mesures continues du comportement de chaque prototype (monitoring) durant la durée de la compétition, soit sous la forme de tâches à accomplir permettant de démontrer les possibilités
du prototype à fonctionner comme une véritable maison. Les concurrents doivent ainsi assurer le tirage de douches quotidiennes, le lavage et le séchage de linge, la préservation d'aliments frais, le fonctionnement quotidien d'un four, d'une plaque de cuisson, d'un équipement multimédia (TV, Hi-Fi, Internet) ainsi que la préparation de deux repas pour huit convives.

## Histoire
Les éditions successives se sont tenues dans les villes suivantes.
1. Première édition : National Mall à Washington, septembre et octobre 2002.
2. Deuxième édition : National Mall à Washington, 29 septembre au 16 octobre 2005.
3. Troisième édition : National Mall à Washington, 12 au 20 octobre 2007.
4. Quatrième édition : National Mall à Washington, du 9 au 18 octobre 2009.
5. Cinquième édition : National Mall's West Potomac Park à Washington, du 21 septembre au 5 octobre 2011.
6. Sixième édition : Orange County Great Park à Irvine (CA) du 3 au 13 octobre 2013.

## Solar Decathlon en Europe
En 2007, le gouvernement espagnol a signé un accord de coopération avec celui des États-Unis pour qu’un Solar Decathlon Europe (SDe) se tienne à Madrid en 2010, puis en 2012, en alternance avec le Solar Decathlon américain.
En 2010, 17 universités d’Espagne, des États-Unis, de Chine, d’Allemagne, du Royaume-Uni, de Finlande et de France ont participé. Virginia Tech (États-Unis) a remporté la compétition avec le projet LumenHAUS, devant les universités allemandes de sciences appliquées de Rosenheim (projet Ikaros) et de Stuttgart (projet Home +).
En 2012, 18 universités d'Allemagne, du Brésil, de Chine, du Danemark, d'Espagne, de France, de Hongrie, d'Italie, du Japon, du Portugal et de Roumanie ont concouru. L'équipe française Team Rhône-Alpes a remporté la compétition avec le projet Canopea devant Patio House 2.12 de l'équipe espagnole d'Andaluzia et Med in Italy de l'université italienne de Roma III. 
En 2014, le gouvernement français a pris la relève des Espagnols et le Solar Decathlon Europe a eu lieu à Versailles. 

## Notation et compétition
10 critères (notés sur 1 000 points) ont été retenus pour juger les projets réalisés :
1. Architecture (130 points)
2. Ingénierie et Construction (80 points)
3. Systèmes solaires (80 points)
4. Bilan énergie électrique (130 points)
5. Respect des conditions de confort (130 points)
6. Performances et consommation des appareils ménagers (80 points)
7. Communication et conscience des enjeux sociaux (80 points)
8. Industrialisation, viabilité commerciale et marketing (80 points)
9. Innovation (80 points)
10. Soutenabilité (130 points)

## Participants
En 2010, les 20 équipes participantes étaient :
- Arts et Métiers Paristech (École nationale supérieure d'arts et métiers)
- Bergische Universität Wuppertal
- Consórcio Brasil
- École nationale supérieure d'architecture de Grenoble
- Fachhochschule fur Technik und Wirtschaft Berlin (Université technique de Berlin)
- Helsinki University of Technology (Université technologique d'Helsinki)
- Instituto de Arquitectura Avanzada de Cataluña
- Institut de technologie et d'études supérieures de Monterrey
- Stuttgart University of Applied Sciences (Université de Stuttgart)
- Tianjin University
- Tongji University (Université de Tongji, Shanghai)
- University of Applied Sciences Rosenheim
- Universidad CEU Cardenal Herrera
- Université de Floride
- Université de Nottingham
- Université polytechnique de Catalogne
- Universidad Politécnica de Valencia (Université polytechnique de Valence)
- Universidad de Sevilla
- Université de Valladolid
- Virginia Polytechnic Institute and State University

## Convergence habitat/transport
La question de l'énergie dans l'habitat oblige les concepteurs à élargir les limites de leurs objets d'étude et notamment de prendre en compte les évolutions concernant les véhicules du futur. La question de la convergence entre habitat et transport émerge ainsi comme un enjeu majeur des prochaines années de recherche et de développement auquel les futurs architectes et ingénieurs devront prêter une attention croissante. Lors de certaines éditions du Solar Decathlon et du Solar Decathlon Europe, certaines équipes ont ainsi présenté des modèles de voitures électriques reliées à l'habitat et se rechargeant grâce aux panneaux photovoltaïques de la maison. L'utilisation des batteries des véhicules comme unité de stockage externe à l'habitation apparaît désormais comme une sérieuse piste d'avenir dans la gestion de l'énergie, spécialement dans les zones équipées de réseau électrique intelligent permettant l'équilibrage dans les deux sens.

## À découvrir au Solar Decathlon

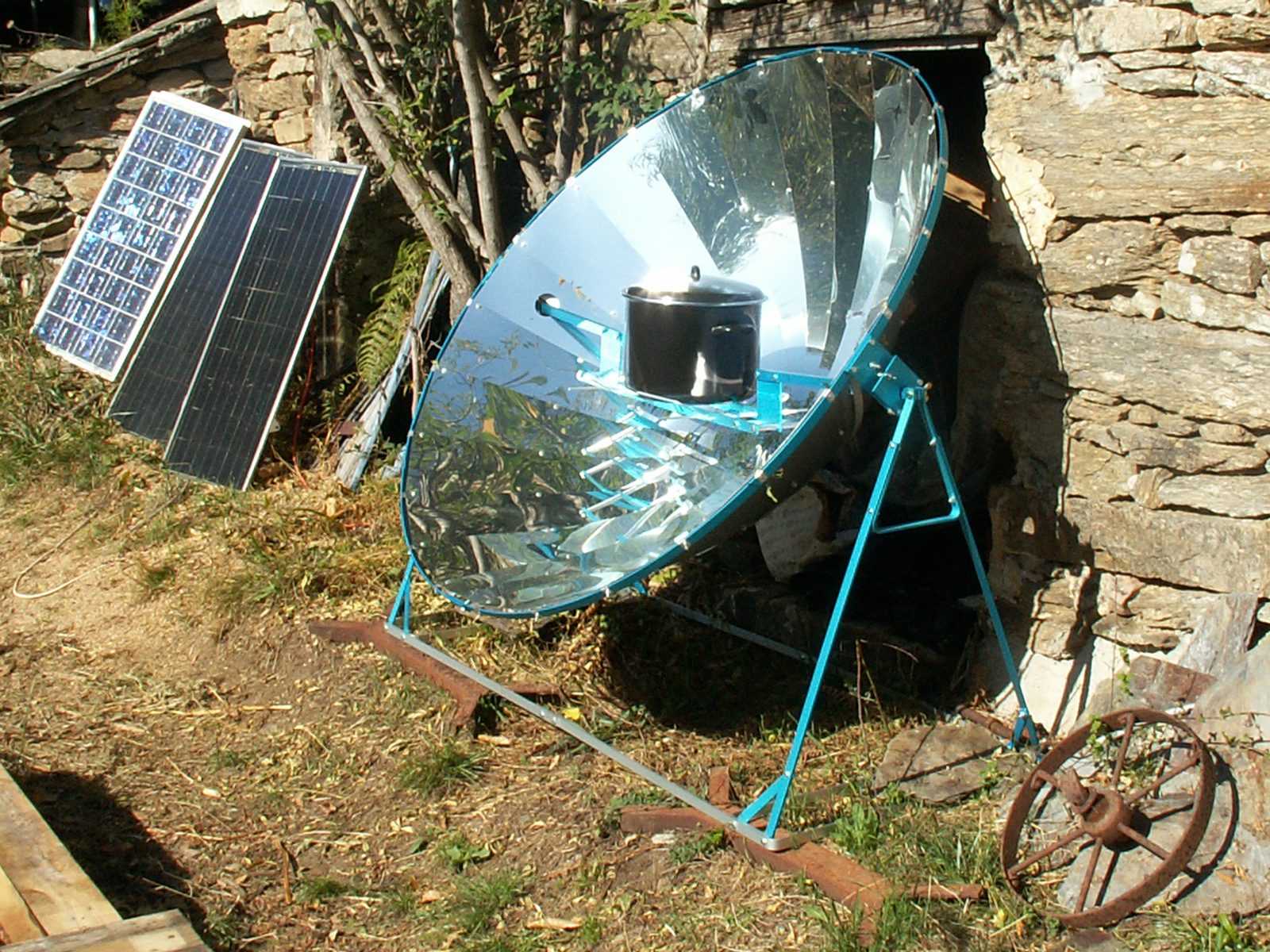
Parabole solaire Alsol 1.4

Au-delà des maisons solaires et autonomes, le Solar Decathlon est l'occasion de présenter des équipements de la vie quotidienne qui peuvent fonctionner avec l'énergie solaire comme des modèles de cuiseurs solaires et de four solaire. Il existe de nombreux modèles de fours solaires pour la cuisson des aliments, qui atteignent des températures de 100 à 220 °C parfaitement fonctionnels.